# Héliosz (mitológia)

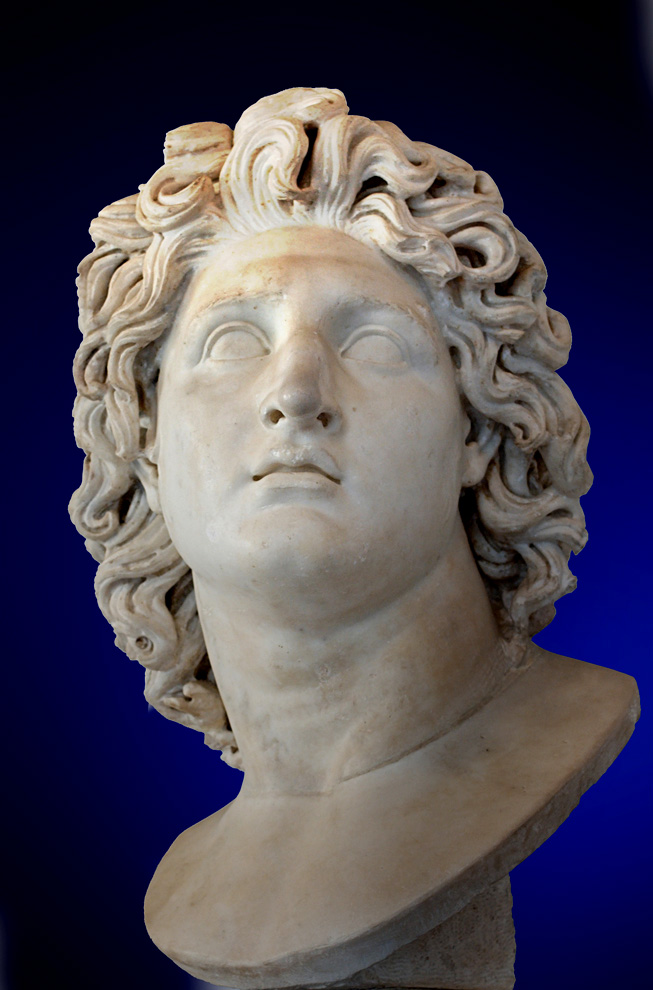

Héliosz (Ἥλιος) a mindent látó fényes Nap istene a görög mitológiában.
Hüperión és Theia titánok gyermeke, Szeléné és Éósz bátyja. Felesége Perszéisz (Perszé), gyermekei Kirké, Aiétész, Perszész, az ő fia Hürminétől Augeiasz is. Kedvesei közé tartozik Rodosz nimfa, a Héliaszok közül a fiúk anyja, Klümené, a héliasz lányok anyja Leukothoé, Klütia és Neaira az utóbbitól született lányai: Phaethusza és Lampetié legeltetik hófehér teheneit Trinakria szigetén.
Héliosz minden reggel útra kel Keletre nővére, Éósz a ("Hajnal") nyomán, tüzes szekerét szárnyas paripák röpítik az égbolton, ezen az úton Hémera kíséri végig. A szekeret húzó négy ló neve: Aithón („az égő”), Phlégón („a lángoló”), Piróusz („a tüzes”) és Éóusz („a korai”). Estére elérkezik az óceánhoz, itt Heszperia jelenti be a szerencsés megérkezést, majd lovait megfüröszti, ő maga pedig pihenőre tér aranyos palotájában.
Több mítosz fűződik mindent látásához. Ő vette észre Arész és Aphrodité szerelmét, s figyelmeztette Héphaisztoszt. Egyedül ő tudta megmondani Démétérnek ki rabolta el a lányát, Perszephonét.
Csak Héraklész szállt szembe vele: nyilával le akarta lőni, mert elviselhetetlen meleget árasztott. Héliosz nem haragudott meg rá, hanem aranyserleggel ajándékozta meg, hogy abban keljen át az óceánon.

## Héliosz és Apollón
Apollón eredetileg nem egyenlő a Nap istenével, ő a férfi szépség, a lant, az íjászat és a fény istene. Apollón valószínűleg azért olvadt be az emberek köztudatába mint napisten, mivel ő a fény istene. Ám nem azonos a mindent látó Héliosszal, aki napkeltekor elindul a fénylő szekerével az égbolton, és napnyugtakor megáll, megfüröszti a paripáit az Ókeánoszban, majd visszahajózik keletre, hogy újra útra keljen.
Megjegyzés: nagy különbség Apollón és Héliosz között, hogy az előbbi olümposzi isten, utóbbi pedig második generációs titán.

## Fordítás
- Ez a szócikk részben vagy egészben  a   Helios című angol Wikipédia-szócikk fordításán alapul.  Az eredeti cikk szerkesztőit annak laptörténete sorolja fel. Ez a jelzés csupán a megfogalmazás eredetét és a szerzői jogokat jelzi, nem szolgál a cikkben szereplő információk forrásmegjelöléseként.